# 安栖頼子
安栖 頼子（やすずみ よりこ、Yoriko Yasuzumi）は、悠紀エンタープライズ開発の2D対戦型格闘ゲーム『アルカナハート』シリーズに登場する架空の人物。
担当声優は伊月ゆい。

## キャラクター設定

### 『1』『FULL!』
悪魔召喚術で自称魔王のミケを召喚してしまった少女、頼子。関東上空に現れた不穏な空気を、察知したミケは頼子の意思に関係なく彼女を引きつれ行動を開始する。
戦闘ステージは、上野・アメ横。アルカナフォース時は、閉まっていた商店街が、精霊達の店で賑わっている状態になる。

### 『2』『すっごい!』
トラブルは極力避ける主義の頼子だが、日本聖霊庁から「聖霊庁の保管するマジックアイテム」の中から好きなものをもらえるという条件に釣られ、協力することになる。一方、ミケの協力に対する報酬は「フレンチクルーラー1年分」である。

### 『3』
日本各地に出現する次元の歪みの裏側で「聖霊石の原石を集めると願いがかなう」という噂が流れる。噂の真偽よりも聖霊石の原石をマジックアイテムとして入手しようとする。

## 人物
赤毛で三つ編みの髪形をしている極々一般的な少女。服装は、赤縁のメガネを掛けて、御苑女学院の制服の上にセーターを着て、マントと大きな鍔の有る尖がり帽子を身に着けている。頼子自身は、内気でオドオドした性格をしている。ただし、自他共に認めるオカルトマニアであり、その手のよくわからない雑誌を3冊買うほどのマニア。図書委員をしており、「旧図書準備室の主」ほどにまで入り浸って居る。
不完全な形とはいえ自称魔王のミケを召喚し、その助けを得てディウー・モールと契約する等、潜在的な魔力はかなりのもの。基本的に気弱な為に行動力が伴わず、普段からミケに振り回されて手を焼いている。最近では小遣いの大半がミケの好物であるフレンチクルーラー代に消えてしまうため、金銭面で苦労している。
リリカとは馬が合うのか仲が良く親友同士。ただし、ミケの召喚時細工をされるなど、些細な悪戯をされており、リリカの悪戯の所為で喧嘩する事がたまに有るようだが、比較的すぐに和解できる模様。頼子が強大な魔力を持つミケを召喚できたのは、その高い潜在魔力も有るが、召喚の儀式に立ち合ったリリカの所為でも有る。本来は、最下級の使い魔を召喚する予定だったのを、儀式の直前に頼子がトイレにたった隙に魔法陣を書き換え、儀式中に所々呪文を修正したりした結果であった。
実家は9人の大家族で、5人兄弟の2番目。同居者数が多いことも気にしているようである。因みに本人は、自宅で一つ下の妹と同部屋で生活している。頼子の机の周りはオカルトグッズで埋め尽くされているが、妹はそれに興味が無いようで対照的にファンシーグッズを集めているようだ。

### ミケ
自称魔王の悪魔（聖霊）で、本名はミケランジェロ（Michelangelo）。猫耳のような角（？）と長い牙が生え、3つの目を持つ頭骨が先端に付けられた杖のような容姿をしている。頼子の召喚術が不完全なものだったためにこのような姿になってしまっており、本人としては不本意のようだが適応し、それなりに楽しんでいるようである。普段は黒猫の姿に擬態しており、戦闘時には前述の杖の姿になる。頼子の身に着けているマントと帽子も普段はミケが持っていて（？）必要時に頼子に装備させる。マントはミケの意思に反応して様々な形状に変化し、攻撃や防御に役立てるミケの手足のようになっている。材質は美凰の衣服と同じエーテル繊維性。
魔王を自称するだけあって、元は聖霊界の魔界と呼ばれるエリアにおける三大勢力の一翼を担っていた人物。親交のあったリリカの父ライゼルが人間界に行った事で、暇つぶしとして頼子の呼びかけに応じてしまったため、現在の姿になってしまった。ライゼルとは顔見知りでありかつての盟友だが、現在はサラリーマンに身を落としているライゼルを見て情けないと言い放っている。成り行きとは言え、契約を結んだ頼子を引きずり回し、自由奔放にさまざまな場所へ赴く。好物は、フレンチクルーラーで頼子の小遣いを勝手に使い込んでは、食べてしまう。
ミケは数十年前に神依と戦ったことがあり、その戦いで弱ったところを、春日舞織の母によって当時の環境省境界維持対策本部の地下施設（現在の都立御苑女学園の地下）に封じられ、厳重な監視下に置かれてしまう。これを頼子が呼び出してしまったことで離れられなくなってしまったのである。ミケ自身が物質界ではエーテル体を維持できないくらいに弱っており、頼子の持つ高い聖霊力の供給を受けなければ、存在が消えてしまうため離れることができない。しかし、『2』から登場するクラリーチェの見立てでは、もう離れても消失することはないはずとのことである。
声の担当は、永野善一。

## 技の解説

### 必殺技
襲い来る地獄の制裁
杖を構えて突進する……というより、杖（ミケ）が相手目掛けて突進する技（頼子自身は、むしろ杖に引っ張られている）。ボタンによって軌道が変わる（真横、放物線を描く飛び込み、斜め上の3種）。
「古のタリズマン」（後述）で強化されたものは多段ヒットするほか、違うボタンの同技でキャンセルできるようになる。
噴き上がる奈落の苦悶
杖（ミケ）の先端が地面に潜り込み、目の前の地面から現れて攻撃する技。ボタンによって攻撃位置が変わる。また、入力時にボタンを押し続けると、攻撃が高い位置に届くようになり、ヒット数も増える。ちなみに空中ガード不能。
「古のタリズマン」で強化されたものは動作が全体的に短くなり、連発できるようになる。空中ヒット時は追撃も狙える。
降り注ぐ魔界の報復
マント（ミケ）がドリル状になり、ほぼ真下（若干前に出る）に落下する空中専用技。ボタンによって前方への移動距離が変わるが、ほとんど差はない。
「古のタリズマン」で強化されたものは多段ヒットするようになり、着地するまで攻撃判定が出続けるようになる。地上の相手に当てた場合、当たり方によっては地上技につなぐこともできる。
古のタリズマン
屈みこむような姿勢で杖を真上に掲げる技。掲げた状態でレバー（方向キー）を入力すると、杖の先端から入力した方向に射程の短い光弾を発射する（最大6発）。光弾のダメージは弱攻撃より低く、攻撃技としては役に立たない。
追加入力の光弾で五芒星を描くようにする（レバーを上、左下、右上、左上、右下、上の順で入力するなど）と特殊なモーションを取り（この部分にはガード不能の攻撃判定があるが、ダメージはない）、以降は一定時間の間、この技以外の必殺技が強化される（強化の内容は、各技の項目を参照）。

### 超必殺技
世界を統べる魔王の威光
マント（ミケ）がアッパーを放つ技。ヒット時はミケが本来のものと思しき姿に変身し、額からビームを放って追撃する。無敵時間の関係などで相打ちになることがあり、この場合は追加攻撃が発生しない。
「古のタリズマン」で強化されていると空中ガード不能で、ヒット数とダメージ量が多くなる。
生死を御する禁忌の魔術
杖（ミケ）が目の前の相手を丸呑みする技で、投げ技扱い。投げ成立時は頼子が貼り付けにされており、横たわる相手から体力を吸収する。レバガチャ＆ボタン連打で吸収量が増える。受けている相手もレバガチャ＆ボタン連打で吸収量を減らせる。
「古のタリズマン」で強化されているとガード不能になる他、ダメージ量と吸収量が多くなる。
古のタリズマンを安全に作る方法
『2』より登場。相手の動きを停止させて「古のタリズマン」を行う。相手に妨害されることなく安全に追加入力を行うことが出来、「古のタリズマン」よりもやや長い間、必殺技が強化される。

### クリティカルハート
天地を焦がす魔界の劫火
古のタリズマンの追加入力成功後、効果持続中の時のみ発動可。背後へと引っ込んで、ミケが炎を纏いながら画面外まで突進する。ガード不能で発生が早く、発動後放り出されて戻ってくる頼子にも攻撃判定がある。

## 契約アルカナ
“生きながらに死神と呼ばれた男” 魔のアルカナ ディウー・モール（Dieu mort）
公開処刑人として多くの命を裁き、それに快楽を得て生きがいを感じていた男。しかし、異端とされ自らの首を刎ねることになり、その純粋すぎる狂気故に聖霊と化した。本来は、頼子に呼び出す事が出来るような相手ではないが、顔見知りだったミケに呼び出され無理やり契約を結ばされていた。頼子の魔力と引き換えに力を貸している。ミケも、頼子なら操る事が出来るとその素質を信じている。

### 属性効果
ランクール
『2』から新たに付加された属性効果。立ちEとしゃがみEの最大タメの攻撃に毒状態が付加される。

### アルカナ必殺技
アンプワゾネ
目の前の地面から毒霧を発生させる技（空中でも出せるが、毒霧はあくまで地面から発生する）。ヒット時は、相手を一定時間体力とパワーゲージが減り続け、パワーゲージが増加しなくなる毒状態にする。毒状態は、時間経過か使用者が攻撃を食らうと解除される（これは、この技以外で発生させた毒状態でも同様）。
デシリュール
瞬間移動する技。出現位置は、入力により自分や相手の位置を基準に決定される。全体動作が長く、奇襲などで使うのは難しい。

### アルカナ超必殺技
サクリフィス
目の前の地面に穴を作り、接触した相手を飲み込む技。一応投げ技扱いだが、発生が遅く持続が長いため、どちらかというと地上の相手限定のガード不能技に近い。なお、ダメージは超必殺技にしては若干低め。
ミルワール
自分と相手の位置を入れ替える技。この時、相手が仰け反り中や吹き飛び中だった場合は、その状態が維持される。基本的に、この性質を利用して連続技に組み込むのが主な使い方になる（真横に吹き飛ばして「ミルワール」を発動し、吹き飛ぶ相手を先回りして追撃するなど）。
アンヴァリデ
巨大な頭蓋骨を呼び出し、相手の精気を吸収する投げ技。成立時は若干ダメージを与え、相手のパワーゲージを1本減らす。『FULL!』以前では吸収効果は無かったが、『2』ではパワーゲージの半分を吸収できるようになった。なお、コマンド投げにしては珍しく、空中でも出せる。

### アルカナブラスト
スィムティエール
効果中、攻撃を当てるとパワーゲージが減少する。ガードされても僅かながら減少させられる。

### アルカナフォース
アバトワール
全通常技のヒット時に毒状態を付加する。必殺技には付加されない。

### アルカナブレイズ
エグゼキュスィオン
異空間からディウー・モールが手を伸ばして相手に掴みかかる技（ガードは可能）。ヒット時は相手を異空間に連れて行き、大鎌による一撃を加える。この時、互いにレバーの上下の入力を受け付けており、互いの入力方向が同じだった場合のみヒットする。攻撃が成功しない可能性が存在するためか、他のアルカナブレイズよりダメージは高めになっている。

## その他
- 頼子とリリカが親友になったエピソードは、エンターブレイン発行のムック『アルカナハート ハートマチック コレクション』に載っているリリカのショートストーリー内で語られている。
- キャラクターセレクト時に頼子だけが後ろに引いて隠れているのは、頼子自身が選んでほしくないと思っている気弱なキャラクターとしての演出。キャラクター選択時の声も、それらしい消極的な台詞になっている。なお『2』では、報酬に釣られた結果やる気に満ち溢れているため、このような演出は一部を除いて無くなっている。
- アルカディアで実施された稼動前人気投票では、3位に入る。